# General Dynamics Electric Boat
General Dynamics Electric Boat Corporation är ett amerikanskt skeppsvarvsföretag inom försvarsindustrin och som designar och tillverkar ubåtar för USA:s flotta. Electric Boat är ett dotterbolag till det multinationella försvarskoncernen General Dynamics Corporation.
General Dynamics och konkurrenten Huntington Ingalls Industries (och dess föregångare) har princip duopol rörande tillverkningen av kärnkraftsdrivna ubåtar i USA.
General Dynamics Electric Boat har sina verksamheter i delstaterna Connecticut, Georgia, Hawaii, Rhode Island och Washington samt i det federala distriktet Washington, D.C.

## Historik
Företaget grundades den 7 februari 1899 som Electric Boat Company i New Jersey när affärsmannen Isaac Rice fusionerade företagen Electric Launch Company (batteridrivna båtar), Electro Dynamic Company (generatorer) och Holland Torpedo Boat Company i syfte att vara med vid tillverkningen av ingenjören John Philip Hollands ubåt USS Holland (SS-1). Ubåten anses vara den första moderna ubåten som har konstruerats. 1917 bytte företaget namn till Submarine Boat Corporation. 1924 började man officiellt att bygga ubåtar själva och det var till Perus flotta, ubåtarna tillhörde R-klassen. Året därpå återtog man sitt gamla namn Electric Boat Company. 1935 började man även bygga och leverera till den amerikanska flottan. 1944 förvärvade Electric Boat tio procent av den kanadensiska flygplanstillverkaren Canadair och två år senare hela företaget från den kanadensiska staten. I juli 1951 inledde Electric Boat byggandet av den första atomubåten i USS Nautilus (SSN-571), som sjösattes i januari 1954. 1952 beslutade Electric Boats president John Jay Hopkins att Electric Boat skulle fusioneras med dotterbolaget Electro Dynamics Company och Canadair för att bilda General Dynamics Corporation eftersom man höll på med andra saker än bara örlogsfartyg. 1995 fick man sitt nuvarande namn.

## Produkter
| Designer De ubåtsklasser som Electric Boat har endast varit designer för. - Plunger-klass (kallas även Adder-klass) - B-klass - C-klass - D-klass - E-klass - F-klass - H-klass - K-klass - L-klass - M-1-klass - N-klass - O-klass - T-klass (tidigare AA-1-klass) - R-klass (grupp 1) - S-klass | Designer och tillverkare De ubåtsklasser som Electric Boat har varit involverande i hela byggprocessen. - R-klass (grupp 2) - Cachalot-klass - Porpoise-klass - Salmon-klass - Sargo-klass - Tambor-klass - Mackerel-klass - Gato-klass - Balao-klass - Tench-klass - Barracuda-klass - Tang-klass - T-1-klass - Nautilus-klass - Seawolf-klass - Skate-klass - Skipjack-klass - Triton-klass - Permit-klass - Tullibee-klass - George Washington-klass - Ethan Allen-klass - Lafayette-klass - James Madison-klass - Benjamin Franklin-klass - Sturgeon-klass - Narwhal-klass - Glenard P. Lipscomb-klass - Los Angeles-klass - Ohio-klass - NR-1-klass - Seawolf-klass - Virginia-klass - Columbia-klass |

### Galleri

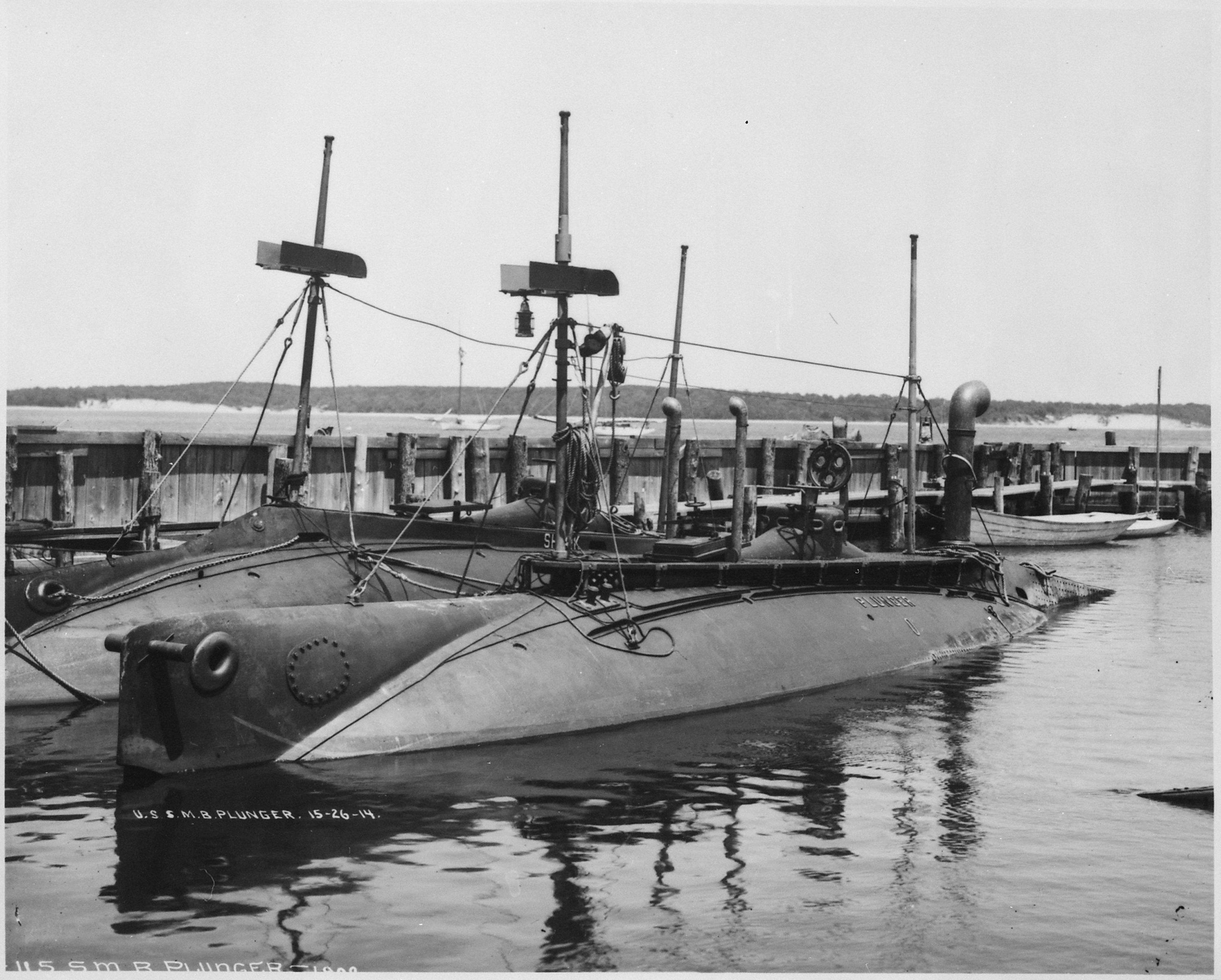
.
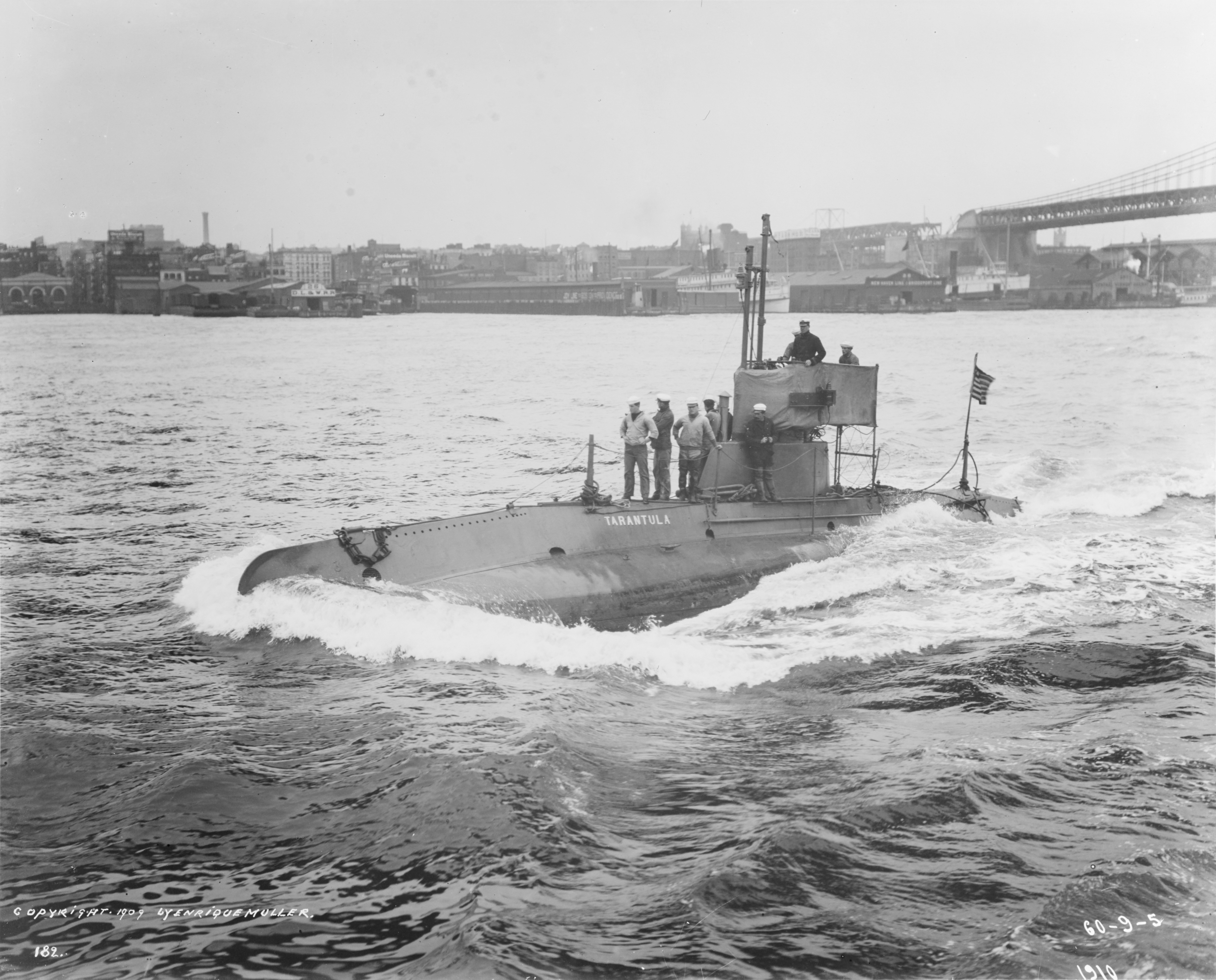
.
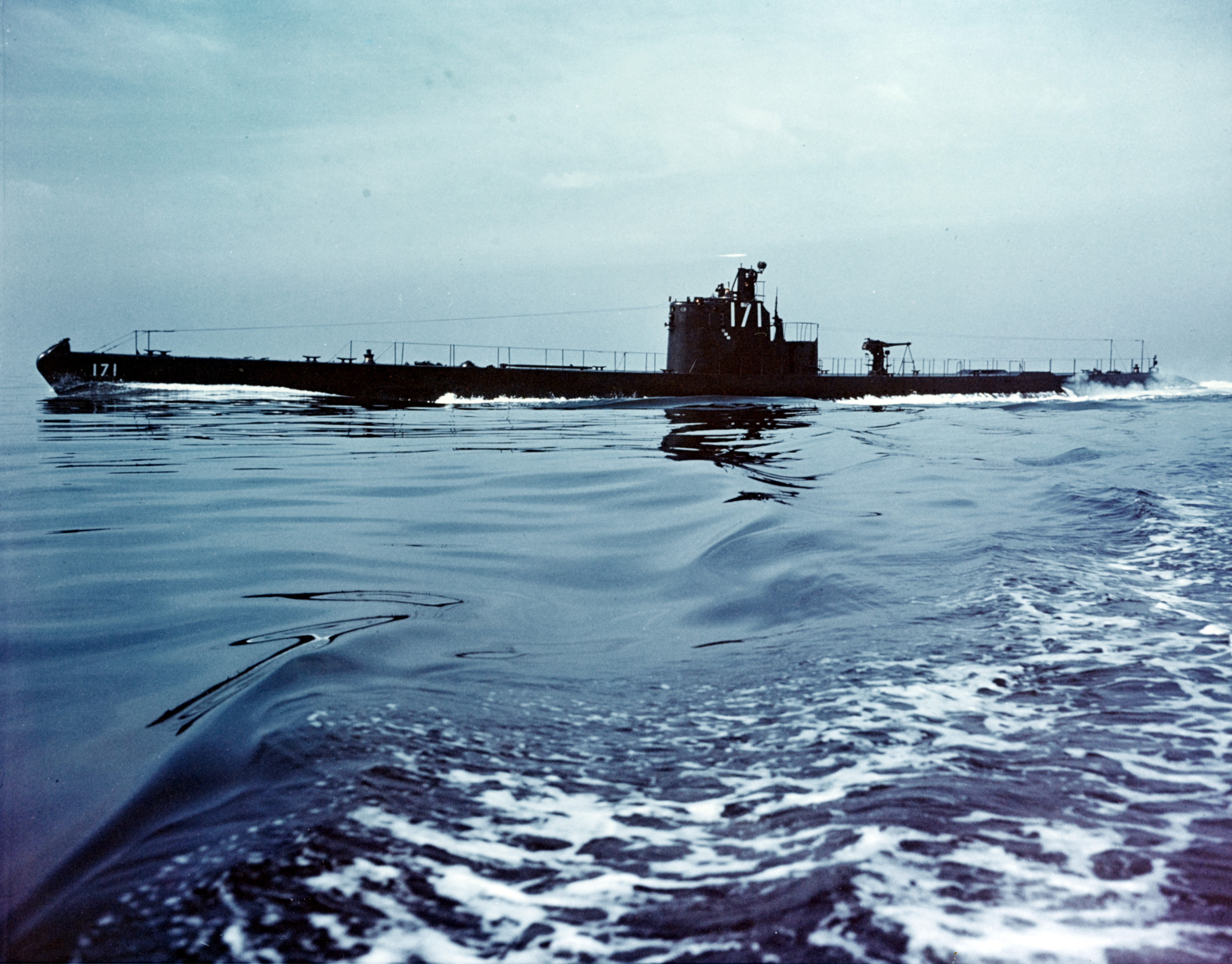
.
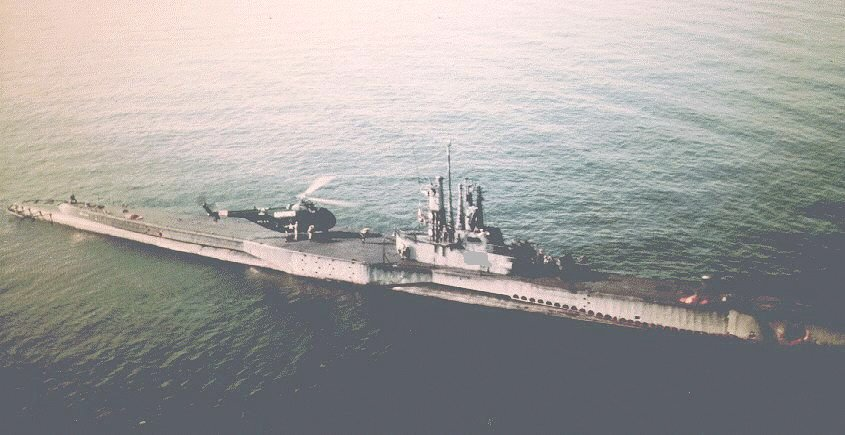
.
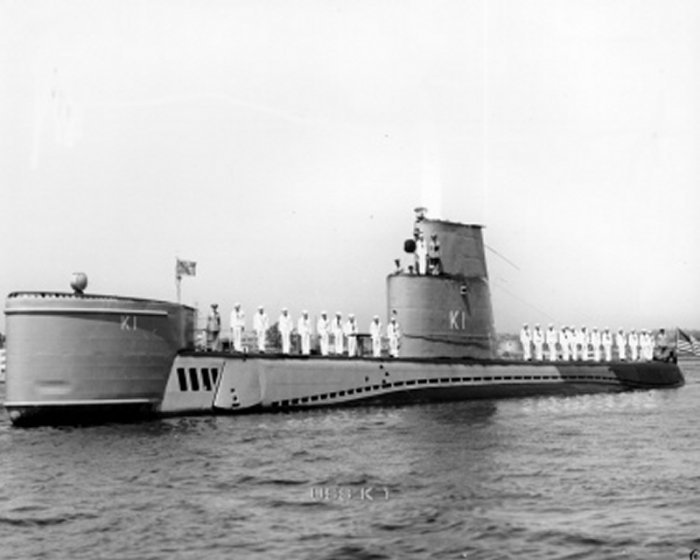
.
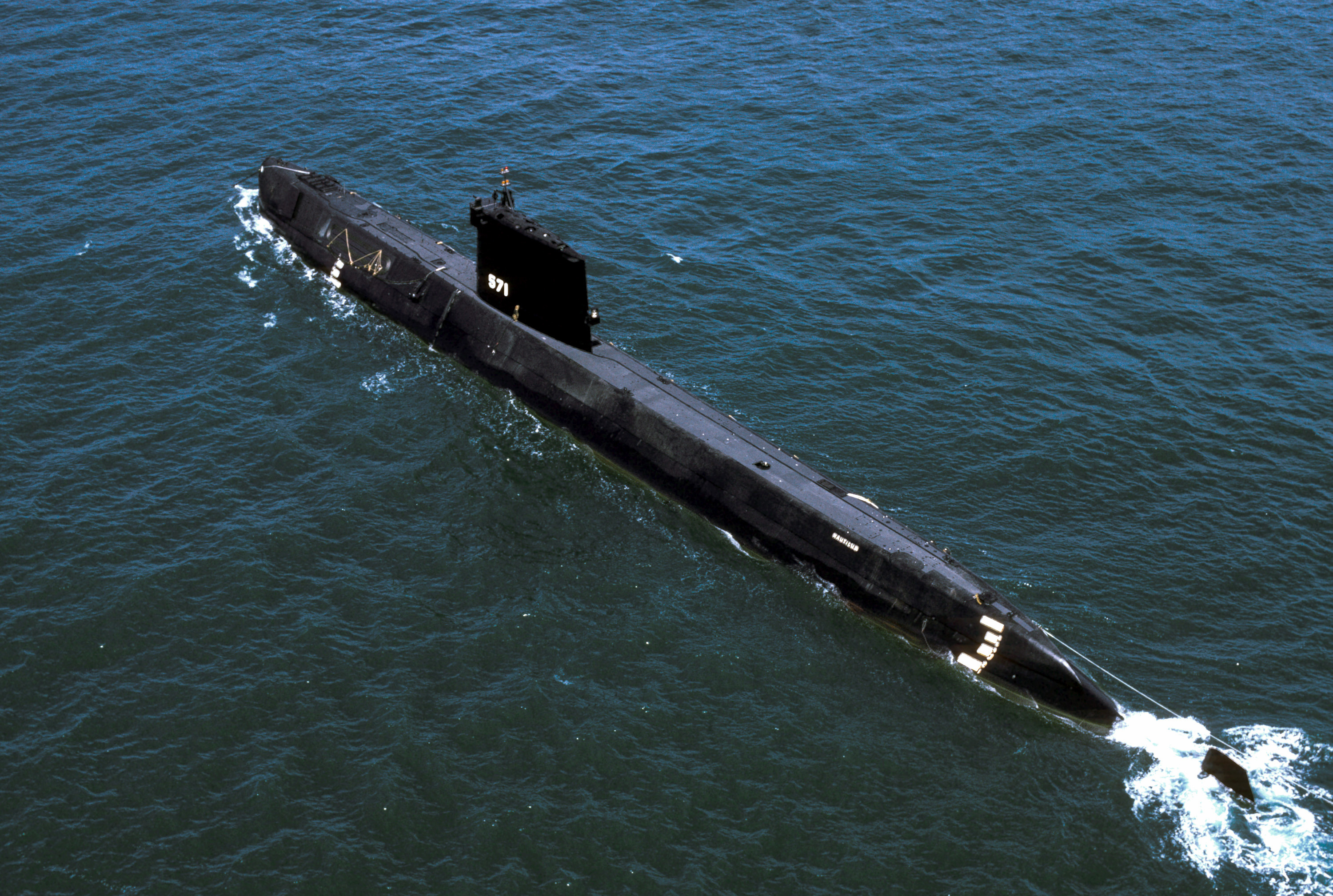
.
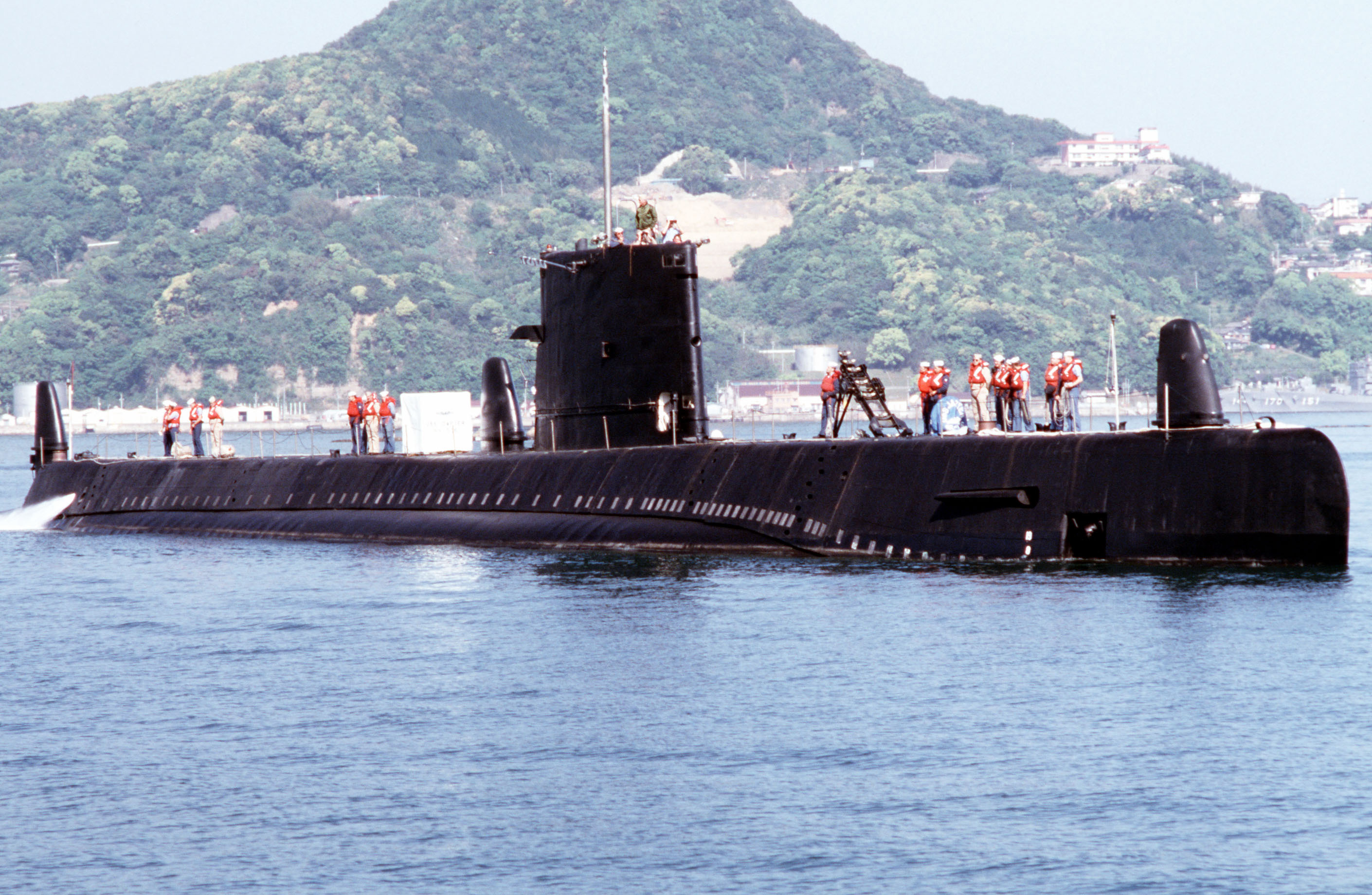
.
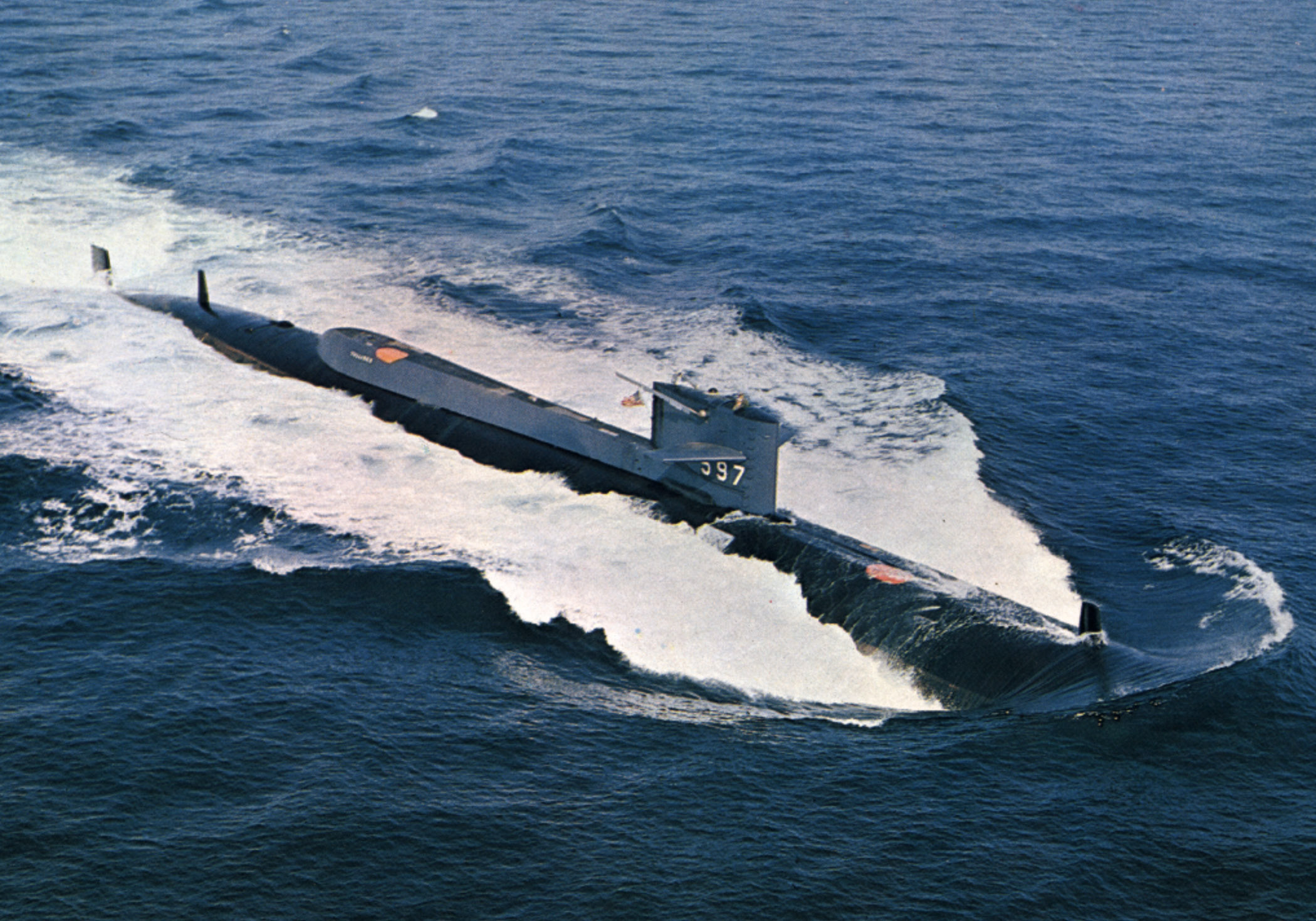
.
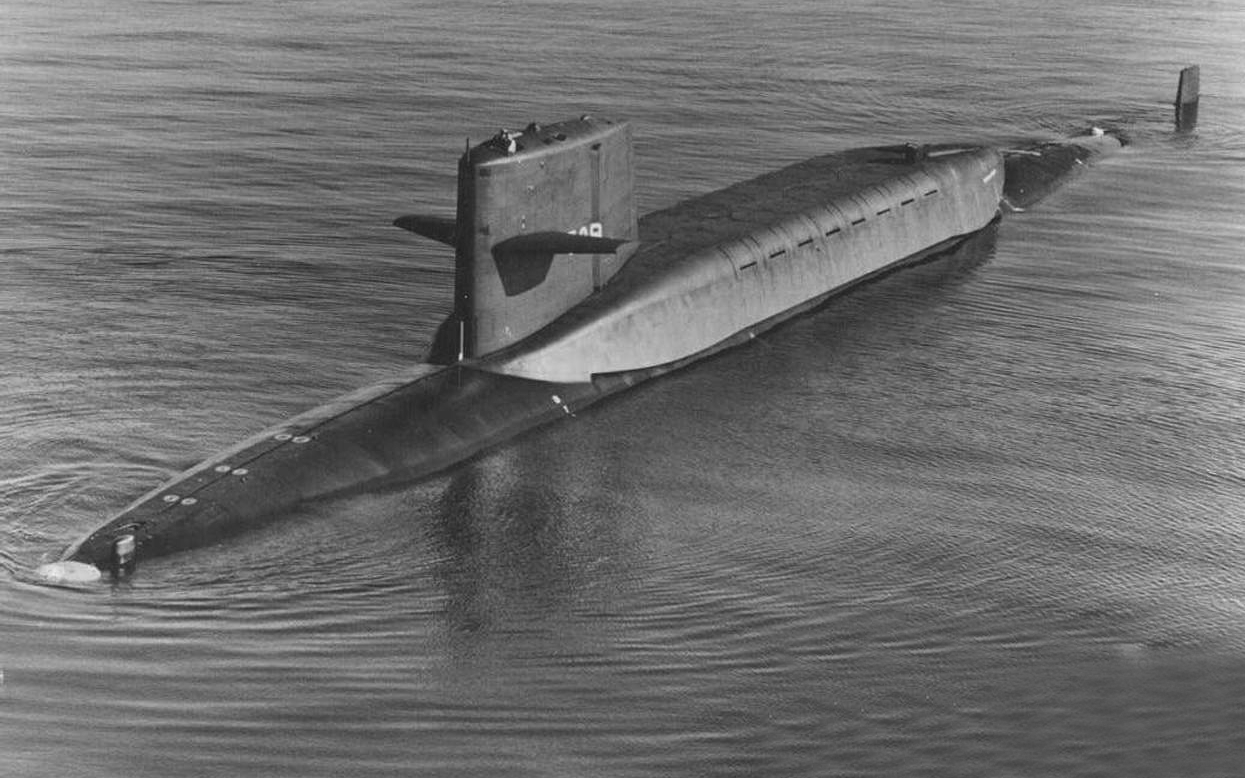
.
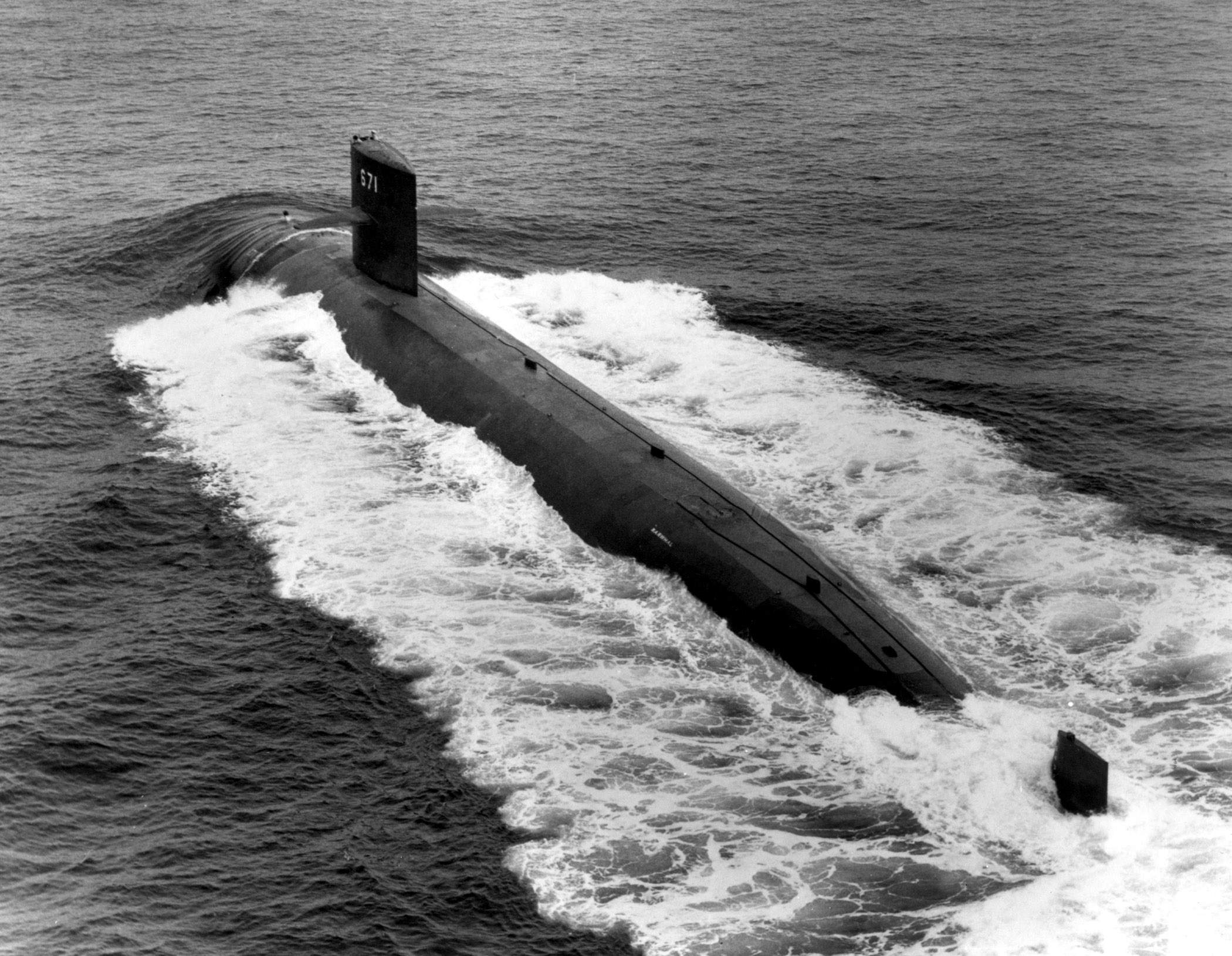
.
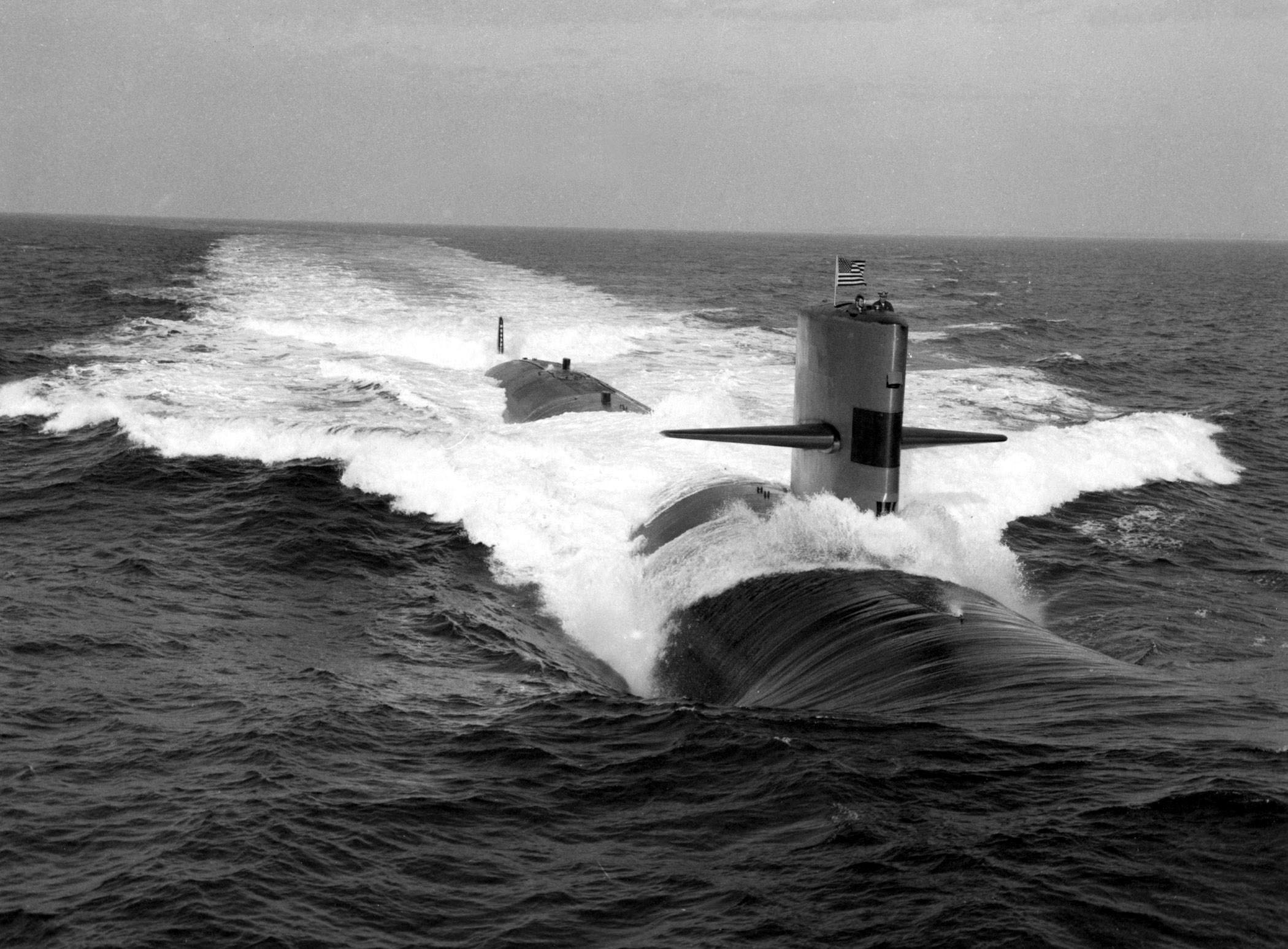
.
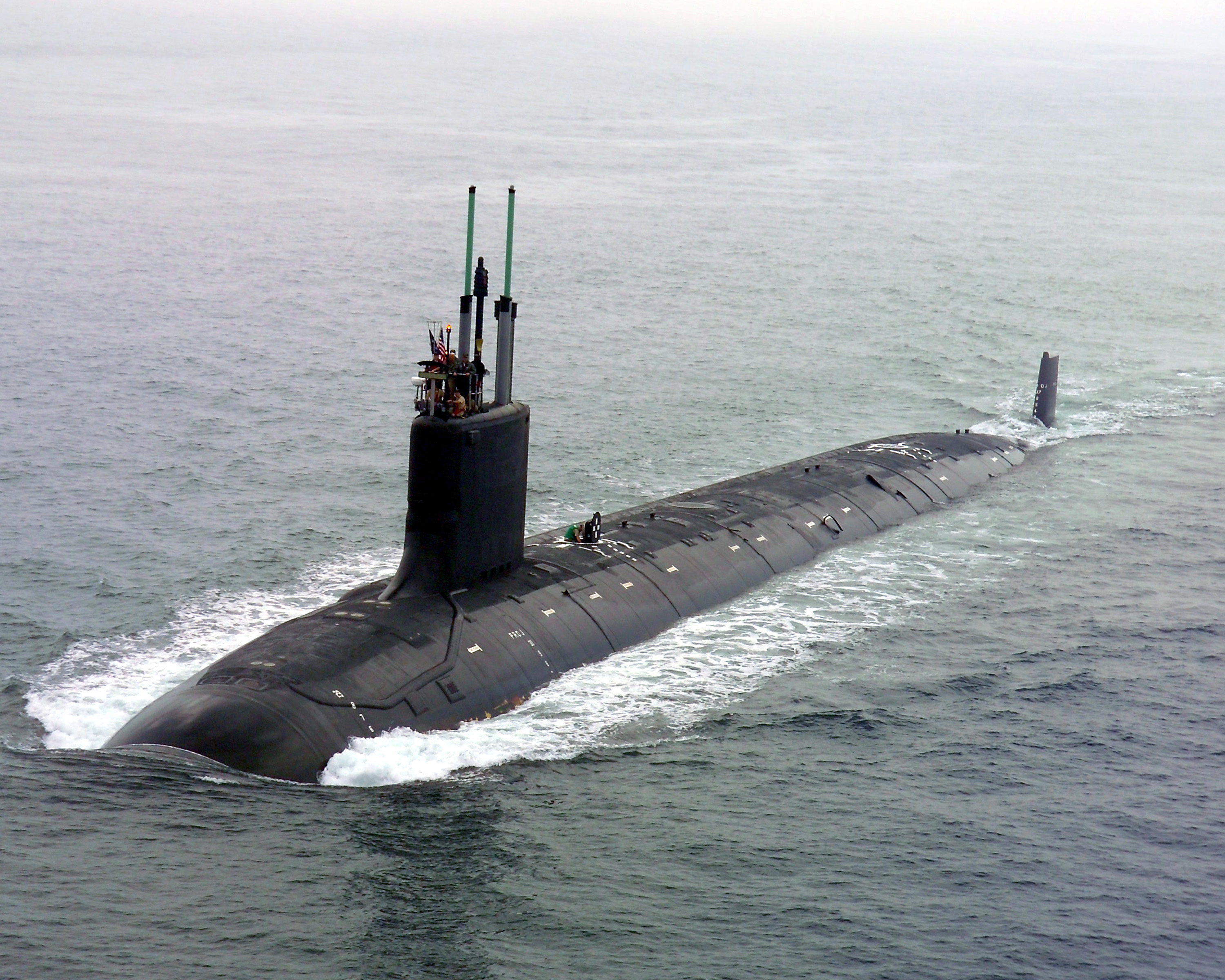
.

- USS Plunger (SS-2).
- USS B-3 (SS-12).
- USS Cuttlefish (SS-171).
- USS Sealion (SS-315).
- USS Barracuda (SSK-1).
- USS Nautilus (SSN-571).
- USS Darter (SS-576).
- USS Tullibee (SSRN-597).
- USS Patrick Henry (SSBN-599).
- USS Narwhal (SSN-671).
- USS Glenard P. Lipscomb (SSN-685).
- USS Virginia (SSN-774).